# Лаліта Сехрават
Лаліта Сехрават (англ. Lalita Sehrawat; нар. 14 червня 1994, Гісар, штат Хар'яна) — індійська борчиня вільного стилю, бронзова призерка чемпіонату Азії, чемпіонка Співдружності, срібна призерка Ігор Співдружності.

## Життєпис
Боротьбою почала займатися з 2003 року. У 2011 році стала срібною призеркою чемпіонату Азії та бронзовою призеркою чемпіонату світу серед кадетів. У 2012 році здобула бронзову нагороду на чемпіонаті Азії серед юніорів. У 2014 повторила цей результат на цих же змаганнях.
Виступає за борцівський клуб Сай Центр; Гісар. Тренер — Кулвант Сінгх.
Працює на індійській залізниці.

## Спортивні результати на міжнародних змаганнях

### Виступи на Чемпіонатах світу
| Змагання                        | Збірна | Вагова категорія          | Місце |
| ------------------------------- | ------ | ------------------------- | ----- |
| Чемпіонат світу з боротьби 2015 | Індія  | жіноча боротьба, до 55 кг | 15    |
| Чемпіонат світу з боротьби 2016 | Індія  | жіноча боротьба, до 55 кг | 15    |
| Чемпіонат світу з боротьби 2017 | Індія  | жіноча боротьба, до 55 кг | 9     |

### Виступи на Чемпіонатах Азії
| Змагання                       | Збірна | Вагова категорія          | Місце  |
| ------------------------------ | ------ | ------------------------- | ------ |
| Чемпіонат Азії з боротьби 2015 | Індія  | жіноча боротьба, до 55 кг | Бронза |

### Виступи на інших змаганнях
| Змагання                                                      | Збірна | Вагова категорія          | Місце  |
| ------------------------------------------------------------- | ------ | ------------------------- | ------ |
| Ігри Співдружності 2014                                       | Індія  | жіноча боротьба, до 53 кг | Срібло |
| Кубок Президента Казахстану з боротьби 2015                   | Індія  | жіноча боротьба, до 55 кг | Срібло |
| Pro Wrestling League 2015                                     | Індія  | команда                   | 4      |
| Олімпійський кваліфікаційний турнір з боротьби 2016 (Стамбул) | Індія  | жіноча боротьба, до 53 кг | 15     |
| Чемпіонат Співдружності з боротьби 2016                       | Індія  | жіноча боротьба, до 55 кг | Золото |
| Pro Wrestling League 2017                                     | Індія  | команда                   | Бронза |

### Виступи на змаганнях молодших вікових груп
| Змагання                                      | Збірна | Вагова категорія          | Місце  |
| --------------------------------------------- | ------ | ------------------------- | ------ |
| Чемпіонат Азії з боротьби серед кадетів 2011  | Індія  | жіноча боротьба, до 52 кг | Срібло |
| Чемпіонат світу з боротьби серед кадетів 2011 | Індія  | жіноча боротьба, до 52 кг | Бронза |
| Чемпіонат Азії з боротьби серед юніорів 2011  | Індія  | жіноча боротьба, до 51 кг | 5      |
| Чемпіонат світу з боротьби серед юніорів 2011 | Індія  | жіноча боротьба, до 51 кг | 8      |
| Чемпіонат Азії з боротьби серед юніорів 2012  | Індія  | жіноча боротьба, до 51 кг | Бронза |
| Чемпіонат Азії з боротьби серед юніорів 2013  | Індія  | жіноча боротьба, до 55 кг | 5      |
| Чемпіонат світу з боротьби серед юніорів 2013 | Індія  | жіноча боротьба, до 51 кг | 9      |
| Чемпіонат Азії з боротьби серед юніорів 2014  | Індія  | жіноча боротьба, до 55 кг | Бронза |